# Tannage amérindien

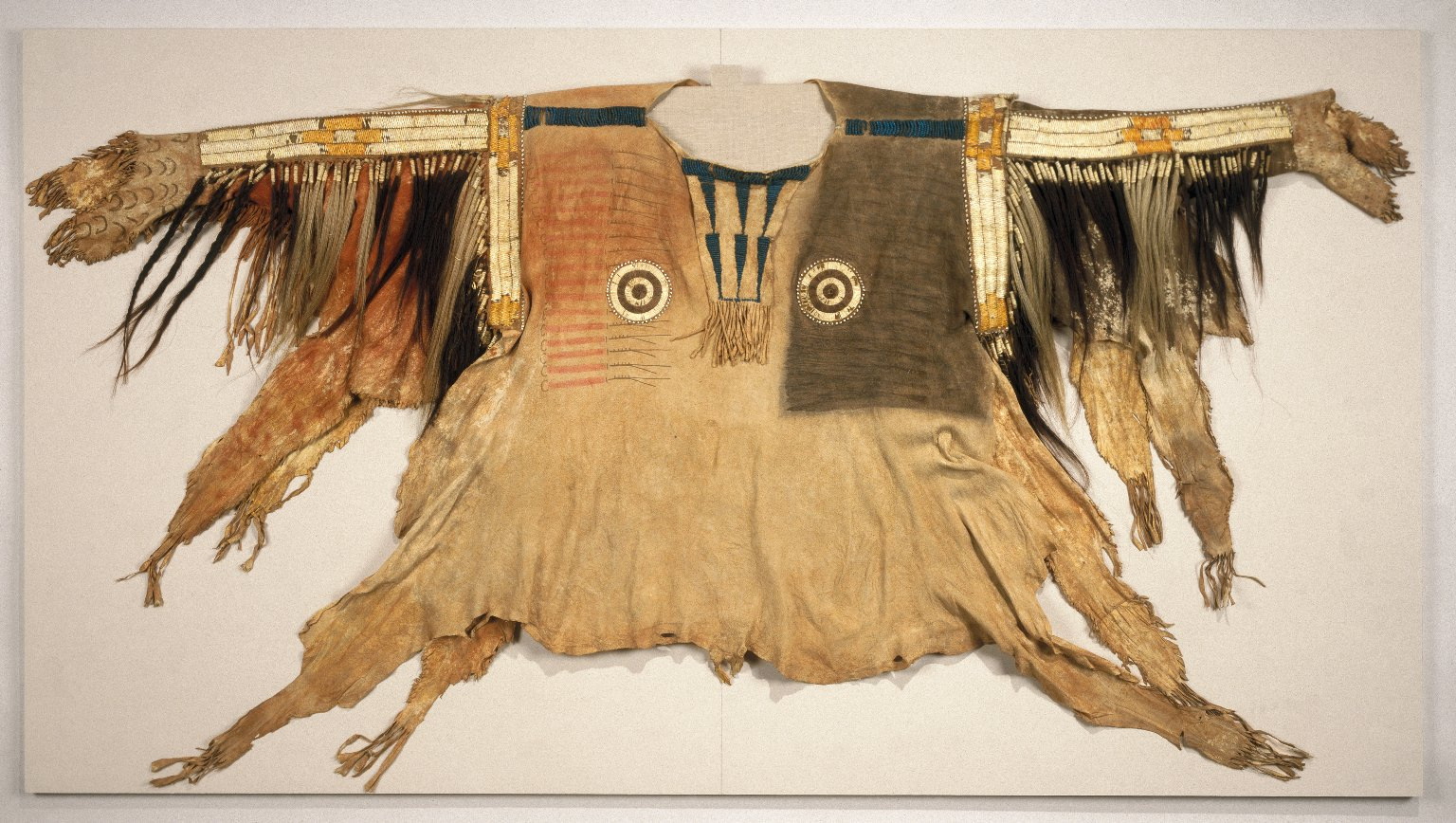
Manteau sioux en buckskin, fin XIXe.

Le tannage amérindien est une forme de tannage d'Amérique du Nord.
Contrairement aux Européens qui transformaient la peau d’animaux en cuir luisant (leather) à l’aide d’une solution contenant un agent tanin (une décoction d’écorce de saule, par exemple), les Amérindiens, eux, transformaient la peau en cuir souple et mat (buckskin) à l’aide d’une bouillie de cervelle ou d’œufs d’oiseaux.
Précédemment, ils devaient toutefois avoir enlevé en grattant (souvent à l’aide d’un fémur d’orignal fendu en deux sur la longueur), toute la chair et le gras du côté intérieur de la peau, et de l’autre, le poil et la couche superficielle de la peau (le grain, qui fait qu’un cuir est luisant ou non).
Après avoir fait tremper la peau dans la mixture, un long travail de séchage et d’assouplissement commence. Le plus souvent, on attache la peau à l’intérieur d’un cadre de perches de façon qu’elle soit bien tendue. On l’étire ensuite en poussant avec un bâton tout le long du séchage.
À la fin, pour éviter que la peau ne durcisse à nouveau ou ne soit attaquée par des moisissures ou des insectes, il faut la fumer au-dessus d’un feu de boucane, ce qui lui donne couleur et odeur.